# Clarkometra
Clarkometra is een geslacht van haarsterren uit de familie Colobometridae.

## Soorten
- Clarkometra elegans Gislén, 1922